# Allen (Maryland)
Allen – jednostka osadnicza w Stanach Zjednoczonych, w stanie Maryland, w hrabstwie Wicomico.